# 排路里
排路里是一個位於台灣嘉義縣大林鎮轄下的行政區。排路里位於嘉義縣正北方，西鄰西結里，東邊由北往南分別與湖北里、明和里、明華里相鄰。面積約2.216126平方公里，行政區包含12鄰、267戶、人口數655人。里內的排路國小為重要地標。

## 地理
排路里的北方有早知溪及華興溪流過，南方有三疊溪流經，東邊以國道一號當作邊界，排子路為橫跨排路里偏向中央之道路，而西方的地標為排路國小。

## 教育
排路國小位於排路里境內。該校學區位於傳統農區，大多數家長務農，或因至外地謀生，由家中父母代養，因此隔代教養家庭、單親家庭及新移民家庭子女佔全數學生之37.77%。

## 文化資產
排路里境內有朝興宮。朝興宮主祀神為天上聖母，相傳以前許姓人家於早知橋下撿到廟裡現正供奉之二媽祖神像，起初僅供奉圖像，後來許家宅邸年久失修，便於1974年（民國六十三年）新建水汴頭朝興宮，大媽為北港朝天宮、三媽為新港奉天宮所雕刻。祭典舉辦於每年三月二十三日媽祖聖誕，早上往新港、北港進香。